# 显脉石蝴蝶
显脉石蝴蝶（学名：Petrocosmea nervosa），为苦苣苔科石蝴蝶属下的一个种。

## 扩展阅读
維基物種上的相關：显脉石蝴蝶